# Stomp (herbicid)
Stomp  je komerční název pro směs látek používanou jako selektivní systémový herbicid, vyráběný firmou BASF AG, Agricultural Products. Používá se k hubení jednoděložných plevelů a dvouděložných plevelů. Účinnou látkou ve směsi je pendimethalin. Stomp je herbicid přijímaný přes kořenový systém. Je aplikován postřikem na povrch půdy a zapraven. Patří mezi preemergentní herbicidy, v travních porostech na semeno postemergentně. Je nabízen ve formě emulgovatelného nebo supenzního koncentrátu. Předpokladem účinnosti přípravku je dostatečná půdní vlhkost, ve vysýchavých půdách může být herbicidní efekt nízký. Na lehkých písčitých půdách s nízkým obsahem organické hmoty se použití nedoporučuje, kvůli možnosti vymývání do nižších vrstev půdy. max. Aplikuje se jednou za vegetaci. Přípravek je jedovatý pro vodní organismy. 

## Obsahové látky
- STOMP 330 E pendimethalin – 330 g, Kalcium alkylbenzensulfonát  2,7 %, isobutanol  1,8 %, solventní nafta 55%, směs je emulgovatelný koncentrát[2]
- STOMP 400 SC  pendimethalin – 400 g  supenzního koncentrát

## Použití
Je doporučen pro použití v ozimých obilninách, cibulovinách, v kukuřici, hrachu, slunečnici, mrkvi, petrželi, ve výsadbách rajčat, papriky, celeru,
košťálové zeleniny, tabáku, jahodníku, vinné révě, ovocných sadech, travinách, tabáku, okrasných dřevinách. Přípravek je zakázáno používat v II. pásmu ochrany vod. Používá se při aplikaci ve fázi vývoje u jednoděložných plevelů max. BBCH 11, tj. první list rozvinutý, dvouděložných plevelů max. BBCH 12, tj. 2 pravé listy. Při aplikaci v pokročilejší růstové fázi účinnost přípravku výrazně klesá.
Spektrum účinnosti
Směs je účinná zejména vůči plevelům psárka polní, chundelka metlice, rosička krvavá, ježatka kuří noha, proso vláknité, proso obecné, lipnice obecná, béry, čirok halepský ze semene; dvouděložné – mračňák Theophrastův, hlaváček letní, nepatrnec rolní, laskavce, drchnička rolní, rmeny, lebeda rozkladitá, kokoška pastuší tobolka, vesnovka obecná, ostrokvět chudokvětý, hulevníkovec lékařský, merlíky, zemědým lékařský, svízele, hluchavky, bažanka roční, heřmánky, pomněnka rolní, mák vlčí, rdesna, šrucha zelná, pryskyřníky, ohnice polní, hořčice rolní, lilek černý, mléč, ptačinec žabinec, vratič obecný, kopřiva žahavka, rozrazily, violka rolní.

## Dávkování
Stomp 330 E v ovocných sadech 5–6 l/ ha, zelenině a obilninách 4–5 l/ha, slunečnice 6 l/ha. Stomp 400 SC v ovocných sadech 4–5 l/ ha, zelenině a obilninách 3–4 l/ha.

## Rizika
Poškozuje vodní organismy, neaplikujte na svažitých pozemcích (se sklonem větším než 3 stupně), jejichž okraje jsou vzdáleny od povrchových vod méně než 10 m, možnost smývání srážkami. Při výskytu srážek nelze vyloučit, zejména na lehkých půdách, splavení přípravku do kořenové zóny pěstovaných rostlin a následné poškození ošetřovaného porostu.

## Ochrana
Oděv s rukávy, pryžové rukavice, ochranné brýle s postranními kryty nebo štít, pryžová obuv, čepice se štítkem nebo klobouk. Prázdné nádoby po skladované látce je nutno považovat za nebezpečný odpad.
Aplikaci je třeba provádět za bezvětří nebo mírného vánku, ve směru po větru a od dalších osob. Při práci je zejména zakázáno používat kontaktní čočky, jíst, pít a kouřit, a to až do smytí kontaminace. Ochranný oděv je před dalším použitím třeba vyčistit. Práce s přípravkem je nevhodná pro alergické osoby, těhotné a kojící ženy a pro mladistvé.
Při ošetřování lesních porostů a v oblastech využívaných širokou veřejností je nutné aplikaci je třeba předem oznámit (např. místně příslušnému obecnímu nebo městskému úřadu) aplikaci. Je třeba zajistit vhodné označení ošetřené plochy nebo stromů (během a po dobu 7 dní po aplikaci) například nápisem: „chemicky ošetřeno, nedotýkejte se ošetřených porostů“ s doplněním časových termínů a po tuto dobu zamezit vstupu osob a pohybu zvířat v ošetřeného porostu.